# Lycosa labialisoides
Lycosa labialisoides är en spindelart som beskrevs av Peng et al. 1997. Lycosa labialisoides ingår i släktet Lycosa och familjen vargspindlar. Inga underarter finns listade i Catalogue of Life.